# Östvattnet (Ramsele socken, Ångermanland)
Östvattnet är en sjö i Sollefteå kommun i Ångermanland och ingår i Ångermanälvens huvudavrinningsområde. Sjön har en area på 0,409 kvadratkilometer och ligger 367,9 meter över havet. Sjön avvattnas av vattendraget Lafsan (Lövlundsån).

## Delavrinningsområde
Östvattnet ingår i det delavrinningsområde (704082-151070) som SMHI kallar för Utloppet av Östvattnet. Medelhöjden är 418 meter över havet och ytan är 8,11 kvadratkilometer. Räknas de 5 avrinningsområdena uppströms in blir den ackumulerade arean 71,39 kvadratkilometer. Lafsan (Lövlundsån) som avvattnar avrinningsområdet har biflödesordning 3, vilket innebär att vattnet flödar genom totalt 3 vattendrag innan det når havet efter 168 kilometer. Avrinningsområdet består mestadels av skog (81 procent). Avrinningsområdet har 0,41 kvadratkilometer vattenytor vilket ger det en sjöprocent på 5 procent.